# Marta Macho Stadler
Marta Macho Stadler   (Bilbao, 9 de setembre de 1962) és una matemàtica i divulgadora científica espanyola. És professora de Geometria i Topologia a la Universitat del País Basc i especialista en Teoria Geomètrica de Foliacions i Geometria no commutativa. És també editora de l'espai digital Dones amb Ciència de la Càtedra de Cultura Científica pel qual ha rebut diversos premis, entre ells el Premi Emakunde d'Igualtat 2016.

## Trajectòria
Es va llicenciar en Matemàtiques per la Universitat del País Basc el 1985 i va ser contractada com a professora col·laboradora en el Departament de Matemàtiques d'aquesta mateixa universitat. El 1987 va començar a treballar amb el Dr. Gilbert Hector de la Université Claude Bernard de Lió. En aquesta universitat es va doctorar el 1996 amb la tesi Isomorphisme de Thom pour les feuilletages presque sans holonomie (Isomorfisme de Thom per a les foliacions gairebé sense holonomia). En l'actualitat és Professora Agregada de Geometria i Topologia de la UPV/EHU. Entre els seus temes de recerca es troba la Teoria geomètrica de foliacions.
Imparteix docència en Topologia i Ampliació de Topologia en el Grau de Matemàtiques (tercer i quart curs) en la Facultat de Ciència i Tecnologia de la UPV/EHU. També imparteix un curs de Topologia Algebraica en el Màster Universitari en Modelització i Recerca Matemàtica, Estadística i Computació (MATG6) i l'assignatura optativa ‘Les Matemàtiques en la vida quotidiana: societat i cultura’ a les Aules de l'Experiència de Bizkaia de la UPV/EHU.

### Divulgació científica
Les seves activitats de divulgació van començar el 1999, quan va col·laborar en l'organització d'un cicle de conferències titulat 'Un Passeig per la geometria', activitat que va dur a terme durant deu cursos acadèmics. En la seva trajectòria com a divulgadora científica destaca el treball per fer visible el paper de les dones al món científic.
Un dels temes que centren la seva labor de divulgació científica és la presència de les matemàtiques en la literatura. Aquest fet li ha portat a estudiar el contingut científic i l'estructura matemàtica de textos en la novel·la, el còmic, la poesia i les peces teatrals.
Des de la seva creació, el 8 de maig de 2014, és editora i impulsora de l'espai digital 'Mujeres con ciencia' de la Càtedra de Cultura Científica de la Universitat del País Basc, dedicada a la difusió del paper de les dones en la ciència ia la visibilitat dels seus treballs, tant pel que fa a les pioneres com a les científiques actuals, i dels aspectes transversals i els biaixos de gènere en la ciencia.
El 2015 va rebre el Premi Igualtat de la Universitat d'Alacant pel seu treball divulgatiu i accions a favor de la visibilitat de les aportacions de les dones científiques en el progrés social. També ha rebut la medalla de la Reial Societat Matemàtica Espanyola, per la seva labor de divulgació de les matemàtiques, pel seu compromís amb la igualtat i per bastir ponts entre els professors de matemàtiques de diferents nivells educatius.
Al novembre de 2016 se li va atorgar el Premi Emakunde a la Igualtat en reconeixement de la seva trajectòria en la divulgació i la promoció del coneixement científic entre les dones, aplicant la perspectiva de gènere, a més de reconèixer la seva participació en comissions científiques i acadèmiques per tal de promoure la igualtat entre dones i homes a la universitat. El premi té una dotació bruta de 14.400 euros que ho destinà íntegrament a dones refugiades i víctimes de la violència de gènere que estan estudiant en la UPV/EHU.
És coautora de ‘Dones en la Ciència’, una guia didàctica sobre el paper de les dones en la història de la ciència.

## Premis i reconeixements
- 2015 Premi Igualtat de la Universitat d'Alacant.[5]
- 2015 Medalla de la Reial Societat Matemàtica Espanyola.[6]
- 2016 Premi Emakunde a la Igualtat.[10][11][12]
- 2019 Il·lustre de Bilbao, per la seva tasca com a divulgadora científica i per visibilitzar el paper de les dones a la ciència.[13]
- 2021 Finalista a la VII Edició del Premi Avançadores de 20Minutos i Intermón Oxfam.[14]
- 2023 Premi Fundació Lilly de Divulgació Científica.[15]
- 2023 Premi Dones Científiques, atorgat per la revista Muy Interesante.[16]

## Publicacions
- Topologia general (2002), Universitat del País Basc[17]
- Dones en la Ciència. Guia didàctica sobre el paper de la dona en la història de la Ciència (2011), coautora. Universitat del País Basc.